# Jülicher Entsorgungsgesellschaft für Nuklearanlagen
Die Jülicher Entsorgungsgesellschaft für Nuklearanlagen (JEN) befasst sich mit dem Rückbau der am Standort Jülich befindlichen kerntechnischen Anlagen. Sie ist ein Unternehmen der EWN-Gruppe, wozu auch das Entsorgungswerk für Nuklearanlagen GmbH (EWN) und die Kerntechnische Entsorgung Karlsruhe (KTE) zählen.

## Geschichte
Die JEN entstand am 1. September 2015 durch Zusammenlegung des Nuklear-Service des Forschungszentrums Jülich und der Arbeitsgemeinschaft Versuchs-Reaktor (AVR) GmbH, deren Rechtsnachfolger sie ist. Ihr Ziel ist es, die kerntechnischen Anlagen am Standort Jülich bis zur „Grünen Wiese“ zurückzubauen. Das neue Unternehmen greift auf die nuklearen Stilllegungs-, Rückbau- und Entsorgungserfahrungen zurück, die in Jülich über die letzten fünf Jahrzehnte gesammelt wurden. Die Arbeitsgemeinschaft Versuchsreaktor GmbH wurde am 3. Februar 1959 gegründet. Ziel war die Errichtung und Betrieb eines Hochtemperaturreaktor. Eigentümer der AVR GmbH war ein Konsortium von 15 kommunalen Elektrizitätsunternehmen. Der AVR-Versuchsreaktor wurde nach der Grundsteinlegung am 9. November 1961 im August 1969 in Betrieb genommen und lief bis zum 31. Dezember 1988.
Das Stilllegungskonzept wurde in den Folgejahren von „Sicherer Einschluss“ über „Entkernung“ in „vollständiger Abbau“ geändert. Dazu wurde die AVR im Jahr 2003 in das bundeseigene Unternehmen EWN GmbH (damals Energiewerke Nord, heute EWN Entsorgungswerk für Nuklearanlagen) integriert, welches sich auf den Rückbau von Kernkraftwerken spezialisiert hat. Die EWN ist ein Bundesunternehmen, das kerntechnische Anlagen zurückbaut und die dabei anfallenden radioaktiven Abfälle und Reststoffe zerlegt, behandelt und zwischenlagert, um sie langfristig einem Bundesendlager zuzuführen. Seit ihrer Gründung arbeitet auch die JEN unter dem Dach der EWN.

## Finanzierung
Die Finanzierung der neuen Gesellschaft erfolgt durch das Bundesministerium für Bildung und Forschung sowie durch das Ministerium für Innovation, Wissenschaft und Forschung des Landes Nordrhein-Westfalen.

## Aufgaben und Projekte
Die Hauptaufgabe der Gesellschaft ist der Rückbau der nachfolgend aufgelisteten kerntechnischen Anlagen. Darüber hinaus gehören auch Bereiche der kerntechnischen Entsorgung, der Lagerung von schwach- und mittelaktiven Stoffen sowie die Brennelemente des AVR-Hochtemperaturreaktors zum Verantwortungsbereich der Gesellschaft.

### AVR-Hochtemperaturreaktor
Nach den 21 Betriebsjahren des Kugelhaufenreaktors war zunächst der „Sichere Einschluss“ der Anlage vorgesehen. Für dieses Ziel wurden unmittelbar nach Erhalt der Genehmigung nicht mehr benötigte Anlagenteile abgebaut und die kugelförmigen Brennelemente entnommen. Mit der Übernahme der AVR GmbH durch die EWN GmbH wurde das Projektziel geändert. In einer Verwaltungsvereinbarung zwischen dem Bund und dem Land Nordrhein-Westfalen wurde nun anstelle des „Sicheren Einschlusses“ der „Vollständige Abbau“ der Anlage bis zur „Grünen Wiese“ vereinbart.
Dazu musste der 26 Meter hohe, im Durchmesser 7,6 Meter breite und in Summe 1.930 Tonnen schwere Reaktorbehälter aus der Anlage ausgebaut werden. Da die Verbringung in ein Endlager aus radiologischen Gründen nicht möglich war, blieb nur die Verlagerung des Behälters in ein geeignetes Zwischenlager. Nach mehrjähriger Erprobung wurde am 4. November 2008 eine spezielle Porenleichtbeton-Mischung in den Reaktorbehälter gepumpt. Am 23. Mai 2015 wurde der Behälter nach monatelanger Vorarbeit mit einem Transportfahrzeug in das etwa 600 Meter entfernte Zwischenlager auf dem Gelände des Campus Jülich transportiert. Bis zu seiner endgültigen Zerlegung – diese kann erst nach Vorhandensein eines geeigneten Endlagers erfolgen – wird der Behälter hier die nächsten Jahrzehnte verbringen.
Mit dem Abschluss aller notwendigen Arbeiten am Reaktor wird nach derzeitigem Stand Ende 2022 gerechnet. Danach übergibt die JEN das Gelände wieder zur uneingeschränkten Nutzung an das Land Nordrhein-Westfalen.

### Chemiezellen
Die Chemiezellen wurden im Jahr 1973 in Betrieb genommen und dienten der Erprobung der einzelnen Phasen von Wiederaufarbeitungsverfahren, den Versuchen zur Waste-Behandlung, der Nuklidgewinnung und der Refabrikation von Uran aus bestrahlten Kernbrennstoffen. Im Dezember 2009 wurden die letzten experimentellen Arbeiten in den Chemiezellen durchgeführt und die Anlage in den Rückbau überführt.

### Forschungsreaktor FRJ-1 (MERLIN)
Der Leichtwasser-Forschungsreaktor FRJ-1 (MERLIN) wurde 1962 in Betrieb genommen und für unterschiedliche Bestrahlungsexperimente, insbesondere im Bereich der Materialforschung, eingesetzt. Zuletzt wurde er mit 10 Megawatt thermischer Leistung betrieben und schließlich nach 23 Betriebsjahren im Jahr 1985 abgeschaltet.
Nach Auslagerung der Brennelemente und dem Abbau des größten Teils der Experimentiereinrichtungen befand sich die Reaktoranlage zunächst in einem zehnjährigen Stillstandbetrieb. 1995 wurde die Anlage in den Rückbau überführt. Ende der Rückbautätigkeiten war im Winter 2009. Mit deren Abschluss war erstmals in Deutschland ein Forschungsreaktor der Megawatt-Klasse bis zur „Grünen Wiese“ zurückgebaut worden.

### Forschungsreaktor FRJ-2 (DIDO)
Der FRJ-2 war ein Forschungsreaktor, in dem als Moderator und zur Kühlung Schwerwasser (D2O) in einem geschlossenen Tank benutzt wurde. Im November 1962 wurde er mit einer Leistung von 10 Megawatt in Betrieb genommen. Es erfolgte eine Leistungserhöhung in zwei Stufen auf insgesamt 23 Megawatt.
Der FRJ-2 wurde in den ersten zwei Jahrzehnten hauptsächlich zur Weiterentwicklung von Reaktorwerkstoffen und zur Optimierung der Reaktorsicherheit verwendet. Später lag der Schwerpunkt seiner Nutzung als Strahlrohrreaktor in der wissenschaftlichen Grundlagenforschung zur Untersuchung der Struktur der Materie.
Der Genehmigungsbescheid zur Stilllegung und zum Rückbau der Reaktoranlage FRJ-2 wurde am 20. September 2012 durch die zuständige Genehmigungsbehörde in Nordrhein-Westfalen erteilt. Am 2. Mai 2006 wurde er endgültig abgeschaltet. Alle Brennelemente und der überwiegende Teil des Schwerwassers wurden entsorgt. Die 17 zuletzt genutzten Experimentiereinrichtungen für die Neutronenstreuung wurden zurückgebaut. Sieben dieser Einrichtungen wurden am neu gegründeten „Jülich Centre for Neutron Science“ am Forschungsreaktor FRM II in Garching wieder in Betrieb genommen.

### Große Heiße Zellen
Die Großen Heißen Zellen wurden im Jahr 1968 in Betrieb genommen. Mit ihren drei Zellenreihen dienten sie ursprünglich der werkstofftechnischen Untersuchung von bestrahlten Kernbrennstoffen und Reaktorkomponenten, zur Konditionierung und zeitweiligen Lagerung der AVR-Brennelemente sowie der Reparatur und Zerlegung stark aktivierter und kontaminierter Reaktorbauteile. 2002 wurde beschlossen, die Großen Heißen Zellen sukzessive in den Rückbau zu überführen.

### Reststoffbehandlung und Abfallkonditionierung
Die anfallenden Reststoffe und Abfälle aus dem Rückbau der kerntechnischen Anlagen müssen fachgerecht konditioniert und entsorgt werden. Für diese Aufgaben stehen der JEN verschiedene Behandlungs- und Entsorgungseinrichtungen zur Verfügung.
Dazu zählen unter anderem:
- Dekontaminationsanlage
- Stahlkies-Strahlanlage
- Brecher
- Hochdruckpresse
- Verbrennungsofen
- Großverdampfer
- Schmelzofen
- Messeinrichtungen

Erfüllen dekontaminierte Stoffe nach der Behandlung nicht die Kriterien zur uneingeschränkten Freigabe, so stehen verschiedene Lager für schwach- (LAW) oder mittelaktive (MAW) Abfälle in ausreichender Menge zur Verfügung. Ist die Verbringung in ein Endlager wie beispielsweise Schacht Konrad vorgesehen, so steht auch für diese Aufgabe eine entsprechende Anlage bereit mit der die endlagergerechte Verarbeitung der Abfälle garantiert ist.
Neben der Behandlung von Stoffen aus den eigenen Nuklearanlagen bietet die JEN auch Dienstleistungen wie Dekontamination, Konditionierung, Nachkonditionierung von Altgebinden sowie analytische Untersuchungen für Dritte an.

### Zwischenlagerung
Die Zwischenlagerstätten auf dem Gelände des Forschungszentrums Jülich nehmen die schwach- und mittelradioaktiven Rohabfälle, Zwischenprodukte und die konditionierten Abfälle der Rückbauprojekte am Standort auf. Ein Endlager sowohl für schwach- und mittelaktive Abfälle wie auch für wärmeentwickelnde (hochaktive) Abfälle ist noch nicht in Betrieb und für die hochaktiven Abfälle noch nicht gefunden.

#### Zwischenlager für schwach- (LAW) oder mittelaktive (MAW) Abfälle
Auf dem Gelände der JEN stehen genehmigte Lagerkapazitäten für vernachlässigbar wärmeentwickelnde Abfälle aus den Rückbauprojekten zur Verfügung.

#### Zwischenlager für die abgebrannten AVR-Brennelemente
In einem Zwischenlager der JEN mbH in Jülich lagern 288.161 kugelförmige Brennelemente in 152 Castoren. Die AVR-Brennelemente stammen aus dem 1988 abgeschalteten AVR-Versuchsreaktor.

#### Zwischenlager des Reaktor-Behälters
Im Zuge des Rückbaus des AVR-Versuchsreaktors wurde im Mai 2015 der Reaktorbehälter in ein etwa 600 Meter entferntes Zwischenlager auf dem Gelände des Campus Jülich transportiert. Bis zu seiner endgültigen Zerlegung – diese kann erst nach Vorhandensein eines geeigneten Endlagers erfolgen – wird der Behälter hier die nächsten Jahrzehnte verbringen.
Wegen seines geringen Anteils an Kernbrennstoffen unterliegt der Behälter im neuen Zwischenlager nicht mehr wie bisher der ministeriellen Atomaufsicht, sondern der Aufsicht der Bezirksregierung Köln.